# Baraboo
Baraboo är administrativ huvudort i Sauk County i Wisconsin i USA. Vid 2020 års folkräkning hade Baraboo 12 556 invånare.